# Les Courtilles (metrostation)
Les Courtilles is een station van de metro in Parijs langs metrolijn 13, gelegen in de gemeentes Asnières en Gennevilliers.

## Geschiedenis
Het station is geopend op 14 juni 2008, na de verlenging van metrolijn 13 tot dit station.

## Ligging
Het metrostation ligt onder de Avenue de la Redoute, onderdeel van de D986, een van de belangrijkste tangentiële routes ten noorden van Parijs.

## Aansluitingen
Dit metrostation is het eerste station oostelijk van de westelijke terminus van Tramlijn 1, nadat deze op 15 november 2012 naar hier verlengd werd. Het metrostation heeft verder ook een bushalte, waar 8 buslijnen van het RATP-busnetwerk stoppen en 1 Noctilien-lijn stopt.
Noordwestelijke tak:
Les Courtilles · 
Les Agnettes · 
Gabriel Péri · 
Mairie de Clichy · 
Porte de Clichy · 
Brochant

Noordoostelijke tak: Saint-Denis - Université · 
Basilique de Saint-Denis · 
Saint-Denis - Porte de Paris · 
Carrefour Pleyel · 
Mairie de Saint-Ouen · 
Garibaldi · 
Porte de Saint-Ouen · 
Guy Môquet

Gemeenschappelijk: La Fourche · 
Place de Clichy · 
Liège · 
Saint-Lazare · 
Miromesnil · 
Champs-Élysées - Clemenceau · 
Invalides · 
Varenne · 
Saint-François-Xavier · 
Duroc · 
Montparnasse - Bienvenüe · 
Gaîté · 
Pernety · 
Plaisance · 
Porte de Vanves · 
Malakoff - Plateau de Vanves · 
Malakoff - Rue Étienne Dolet · 
Châtillon - Montrouge